# Saskatoon
Saskatoon é a maior cidade da província canadense de Sascachevão. Está localizada ao longo de uma curva no rio Saskatchewan do Sul e ao longo da Rodovia Trans-Canadá, a cidade atuou como o centro cultural e econômico da região desde que foi fundada em 1882 como uma colônia de Temperança. A sua população de acordo com o censo de 2016 é de 246 mil habitantes, Saskatoon é a maior cidade da província, a região metropolitana de Saskatoon é a 17ª região metropolitana mais populosa do Canadá. A cidade de Saskatoon estimou que sua população seria de 271 mil a partir de julho de 2017, enquanto a Statistics Canada estimou que a população da metrópole deveria ser de 315 mil em 2016.
Saskatoon é o local da Universidade de Saskatchewan, é a autoridade que protege o rio Saskatchewan e providencia os espaços do parque da margem da cidade além de proteger o parque de Wanuskewin, local histórico nacional do Canadá, representando 6 mil anos de história das Primeiras Nações (povos aborígenes do Canadá).
Saskatoon é nomeada pelo fruto de mesmo nome, que é nativo da região, o nome é derivado do termo "misâskwatômina" da língua Cree. A cidade tem uma população indígena significativa e várias reservas urbanas. Saskatoon tem oito (mais dois planejados) cruzamentos de rios, e há um total de oito pontes (duas delas para o tráfego ferroviário) que cruzam o rio Saskatchewan, muitas vezes a cidade é apelidada de "Paris das Pradarias" e "Cidade Ponte".

## História

### Século XIX
Em 1882, o grupo Temperance Colonization Society sediado em Toronto, tinha o objetivo de fugir do comércio de bebidas alcoólicas naquela cidade e criar um assentamento na região das Pradarias Canadenses, e para isso, conseguiram 21 lotes de terra nas proximidades do Rio Saskatchewan. No ano seguinte, os colonos liderados por John Neilson, chegaram ao local onde hoje está localizada a cidade de Saskatoon e estabeleceram o primeiro assentamento permanente no local. Eles viajaram de trem de Ontário até Moose Jaw e, em seguida, completaram a etapa final por meio de um carroça puxado por cavalos, já que a ferrovia ainda não havia sido concluída até Saskatoon.

### Século XXeXXI
Em 1906, com uma população de 4.500 habitantes, Saskatoon foi encorporada como uma cidade, incluindo as comunidades de Riversdale e Nutana. Em 1955 e 1956 as cidades Montgomery Place e Sutherland foram anexadas a Saskatoon devido ao seu rápido crescimento populacional e econômico.
Uma das referências mais conhecidas da cidade é o Delta Bessborough Hotel, que é simplesmente conhecido como The Bessborough, ou, mais coloquialmente, "The Bess". Construído pela Canadian National Railway, uma corporação federal da coroa, como um hotel ferroviário durante a Grande Depressão dos anos 1930 como um projeto de geração de empregos, o hotel foi projetado para se parecer com um castelo da Baviera, na Alemanha. O hotel foi transferido pela CNR e passou por várias mudanças na propriedade, bem como a proposta de sua demolição para recuperar a margem do rio. O Bessborough e a Mendel Art Gallery são atualmente as únicas duas grandes estruturas localizadas na margem do rio. Ao longo dos anos, o Bessborough tornou-se o maior símbolo e a realização mais reconhecível do perfil urbano; Uma das vistas mais frequentemente reproduzidas de Saskatoon, mostra o hotel enquadrado em um dos arcos da Ponte Broadway.
Atualmente, a cidade está desenvolvendo a região centro-sul. Este novo desenvolvimento incluirá a construção de um Hotel e Spa para o centro da cidade, um novo teatro, terrenos para áreas verdes e equipamentos permanentes para o Mercado de fazendeiros de Saskatoon.
Em 2011, o censo realizado pelo Canadá informou que Saskatoon tinha uma população de 222.189 habitantes sem contar a área metropolitana.

## Geografia
Saskatoon encontra-se no centro-sul da província de Saskatchewan, na Divisão n.º 11, em um longo cinturão de chernossolo rico em potássio. A falta de topografia montanhosa circundante dá à cidade um relevo relativamente plano, embora a cidade se espalhe sobre algumas colinas e alguns vales. O ponto mais baixo da cidade é o rio, enquanto o ponto mais alto é disputado entre o subúrbio de Sutherland, no lado leste, e as áreas de Silverwood-River Heights, no extremo norte da cidade. Saskatoon, em uma seção transversal de oeste a leste, tem um declínio geral na elevação acima do nível do mar em direção ao rio, e na margem leste do rio, o terreno é nivelado até fora da cidade, onde começa a diminuir em elevação novamente.
Saskatoon é dividida em lados leste e oeste pelo rio Saskatchewan. Em seguida, é dividido em Áreas de Desenvolvimento Suburbano (SDA), que são compostas por bairros.

### Clima
Saskatoon está no bioma Aspen Parkland, possui verões quentes e invernos muito frios. A sua zona climática é considerada continental de acordo com a Classificação Köppen .
A cidade tem 4 estações distintas. A temperatura média máxima para o final de Julho é de 26C (78F) e a média mínima de 12C (53F). Para o meio de Janeiro a temperatura máxima média é de -12 °C (10F) e a média mínima de -23C (-9F). Saskatoon é uma cidade consideravelmente seca, sendo o Verão a estação mais úmida. Um aspecto positivo da precipitação baixa é que Saskatoon tem mais dias de sol do que a média no canada, e como um resultado, em média de 2,300.8 horas de sol claro todos os anos. As temperaturas extremas também são mais toleraveis devido a baixa umidade. Trovões são comuns nos meses de verão e podem ser severos juntos com chuva, ventos pesados, raios intensos, e em raras ocasiões tornados. Os períodos de geada são de 21 de Maio até 15 de Setembro,mas por causa da localização norte de Saskatoon, geadas já ocorreram tarde em Junho.  14 e também em Agosto.
A temperatura mais baixa já registrada em Saskatoon foi de −50 °C em 1893. A brisa mais fria já registrada foi de −60.9, e a temperatura mais alta já marcada em Saskatoon foi de 40.6°C em 5 de Junho 1988.
| Dados climatológicos para Saskatoon (Universidade de Saskatchewan), 1981-2010, normais, extremos de 1915 até o presente.      | Dados climatológicos para Saskatoon (Universidade de Saskatchewan), 1981-2010, normais, extremos de 1915 até o presente. | Dados climatológicos para Saskatoon (Universidade de Saskatchewan), 1981-2010, normais, extremos de 1915 até o presente. | Dados climatológicos para Saskatoon (Universidade de Saskatchewan), 1981-2010, normais, extremos de 1915 até o presente. | Dados climatológicos para Saskatoon (Universidade de Saskatchewan), 1981-2010, normais, extremos de 1915 até o presente. | Dados climatológicos para Saskatoon (Universidade de Saskatchewan), 1981-2010, normais, extremos de 1915 até o presente. | Dados climatológicos para Saskatoon (Universidade de Saskatchewan), 1981-2010, normais, extremos de 1915 até o presente. | Dados climatológicos para Saskatoon (Universidade de Saskatchewan), 1981-2010, normais, extremos de 1915 até o presente. | Dados climatológicos para Saskatoon (Universidade de Saskatchewan), 1981-2010, normais, extremos de 1915 até o presente. | Dados climatológicos para Saskatoon (Universidade de Saskatchewan), 1981-2010, normais, extremos de 1915 até o presente. | Dados climatológicos para Saskatoon (Universidade de Saskatchewan), 1981-2010, normais, extremos de 1915 até o presente. | Dados climatológicos para Saskatoon (Universidade de Saskatchewan), 1981-2010, normais, extremos de 1915 até o presente. | Dados climatológicos para Saskatoon (Universidade de Saskatchewan), 1981-2010, normais, extremos de 1915 até o presente. | Dados climatológicos para Saskatoon (Universidade de Saskatchewan), 1981-2010, normais, extremos de 1915 até o presente. |
| Mês | Jan | Fev | Mar | Abr | Mai | Jun | Jul | Ago | Set | Out | Nov | Dez | Ano |
| --- | --- | --- | --- | --- | --- | --- | --- | --- | --- | --- | --- | --- | --- |
| Temperatura máxima recorde (°C)                                                                                               | 8,9 | 12,8 | 20,0 | 33,3 | 36,7 | 41,0 | 40,0 | 39,7 | 35,6 | 32,2 | 20,0 | 13,3 | 41,0 |
| Temperatura máxima média (°C)                                                                                                 | −8,8 | −6,5 | −0,1 | 11,5 | 18,5 | 22,6 | 25,7 | 25,2 | 18,4 | 10,3 | −0,8 | −7,5 | 9,0 |
| Temperatura média compensada (°C)                                                                                             | −13,9 | −11,4 | −4,9 | 5,2 | 11,8 | 16,1 | 19,0 | 18,2 | 12,0 | 4,4 | −5,2 | −12,4 | 3,3 |
| Temperatura mínima média (°C)                                                                                                 | −18,9 | −16,3 | −9,7 | −1,2 | 5,1 | 9,6 | 12,3 | 11,1 | 5,5 | −1,4 | −9,5 | −17,1 | −2,5 |
| Temperatura mínima recorde (°C)                                                                                               | −46,1 | −45,0 | −38,9 | −27,8 | −10,0 | −3,9 | 0,0 | −2,8 | −10,6 | −25,6 | −33,9 | −42,2 | −46,1 |
| Precipitação (mm) | 14,6 | 9,1 | 14,5 | 21,8 | 36,5 | 63,6 | 53,8 | 44,4 | 38,1 | 18,8 | 12,4 | 12,8 | 340,4 |
| Dias com chuva | 0,5 | 0,2 | 1,9 | 5,7 | 9,5 | 12,2 | 10,5 | 9,5 | 8,8 | 5,3 | 1,1 | 0,4 | 65,5 |
| Dias com neve | 9,1 | 7,1 | 6,9 | 2,6 | 0,5 | 0,0 | 0,0 | 0,0 | 0,3 | 2,9 | 6,2 | 9,3 | 44,9 |
| Insolação (h) | 106,2 | 131,1 | 173,1 | 222,0 | 263,0 | 266,8 | 308,8 | 269,6 | 192,5 | 157,0 | 91,3 | 86,5 | 2 267,8 |
| Fonte: Dados climáticos do Aeroporto Internacional de Saskatoon, entre 1981 e 2010, normais, extremos de 1892 até o presente. | | | | | | | | | | | | | |

## Demografia

### Etnia
| Censo de 2016                    | Censo de 2016             | População | % da população |
| -------------------------------- | ------------------------- | --------- | -------------- |
| Visível grupo minoritário fonte: | Não é uma minoria visível | 193,640   | 80.2           |
| Visível grupo minoritário fonte: | Sul Asiáticos             | 13,355    | 5.5            |
| Visível grupo minoritário fonte: | Filipinos                 | 10,870    | 4.5            |
| Visível grupo minoritário fonte: | Chineses                  | 7,675     | 3.2            |
| Visível grupo minoritário fonte: | Negros                    | 5,390     | 2.2            |
| Visível grupo minoritário fonte: | Árabes                    | 2,305     | 1.0            |
| Visível grupo minoritário fonte: | Sudeste Asiáticos         | 2,235     | 0.9            |
| Visível grupo minoritário fonte: | Latino-americanos         | 1,915     | 0.8            |
| Visível grupo minoritário fonte: | Sudoeste Asiático         | 1,170     | 0.5            |
| Visível grupo minoritário fonte: | Coreanos                  | 570       | 0.2            |
| Visível grupo minoritário fonte: | Japoneses                 | 405       | 0.2            |
| População total                  | População total           | 241,415   | 100            |

### Dados populacionais
O censo de 2016 contabilizou a população de Saskatoon em 246.376 habitantes, um aumento de 10,6% em relação a 2011. Uma estimativa cívica no final de 2016 mostrava a população de Saskatoon em 265.300 residentes, e na região metropolitana um população de 305.000.
Segundo o censo de 2006, 18% da população é constituída por jovens com menos de 15 anos, enquanto os maiores de 65 anos constituem 13% da população. A idade média dos residentes de Saskatoon é de 35,5 anos, quatro anos mais jovem que o Canadá como um todo.
Em termos de raça, de acordo com o censo de 2001, 190.120 ou 85,4% da população da cidade eram brancos canadenses, 19.900 ou 8,9% eram aborígenes, com menos de 5% pertencendo as outras minorias visíveis canadenses, como chineses, sul-asiáticos e etc.

### Religião
Cerca de 78,5% dos habitantes de Saskatoon professam ser cristãos, principalmente protestantes (40,1%) e católicos romanos (32,5%). Outros 19,6% dos habitantes de Saskatoon não professam uma fé religiosa. As religiões minoritárias incluem o sikhismo, o budismo (0,7%), o judaísmo, o hinduísmo e o islamismo (0,6%).

## Economia
A economia de Saskatoon tem sido associada com potássio, petróleo e agricultura (especificamente trigo), resultando no apelido de "POW City". Vários grãos, gado, petróleo e gás, potássio, urânio, ouro, diamante, carvão e suas indústrias derivadas alimentam a economia. A maior empresa de urânio do mundo, a Cameco, e a maior produtora de potássio do mundo, a Nutrien, têm sede corporativa em Saskatoon. Quase dois terços das reservas de potássio recuperáveis do mundo estão na região de Saskatoon. O Innovation Place, fundado em 1980, reúne quase 150 setores de agricultura, tecnologia da informação, meio ambiente, ciências biológicas e biotecnologia agrícola em um parque científico ou parque tecnológico. Saskatoon também abriga a Canadian Light Source, a instalação nacional de síncrotron do Canadá.

Saskatoon teve um crescimento esperado de 4,2% no produto interno bruto para o ano de 2012. A cidade teve um crescimento de 3,4% em 2004, 5,1% em 2005 e 2,8% em 2006. A cidade ocupou o primeiro lugar no crescimento econômico do Canadá.  O Conference Board previu que a cidade seria a primeira a apresentar um aumento econômico em 2012, mostrando uma taxa de crescimento de 4,2%. A Autoridade de Desenvolvimento Econômico e Regional de Saskatoon (SREDA) também foi classificada entre as dez principais organizações de desenvolvimento econômico do Canadá pela revista Site Selection.